# Östgermanska språk
Östgermanska språk är en utdöd gren av de germanska språken. Den mest kända medlemmen av gruppen är det gotiska språket, men även vandalerna, burgunderna med flera folkslag anses ha talat mycket snarlika språk, dels i enlighet med de historiska källorna, dels med stöd av den språkliga vittnesbörd de lämnat efter sig (huvudsakligen i form av personnamn). Texter finns bevarade på gotiska men inte på övriga östgermanska språk.
Det gotiska språket skall ha varit uppdelat i huvuddialekterna ostrogotiska och visigotiska. Det talades ett gotiskt språk på Krim (krimgotiska) åtminstone fram till 1560-talet. Enligt en uppgift skall gotiskan ha överlevt ända till 1700-talet i isolerade bosättningar på Krim (Bloomfield 1933).